# Championnat du monde féminin de cyclisme contre-la-montre par équipes
Le Championnat du monde du 50 km contre-la-montre par équipes féminin est une épreuve des championnats du monde de cyclisme.
Il est disputé annuellement par équipes nationales de 1987 à 1994, année de la création du championnat du monde du contre-la-montre individuel. Sa distance est environ de 50 km, soit la moitié moins que sur l'épreuve masculine dont l'épreuve féminine est déclinée.
Il ne doit pas être confondu avec le championnat du monde du contre la montre par équipes de marques disputé entre 2012 et 2018.

## Podiums
| Édition | Or                                                                                         | Argent                                                                             | Bronze                                                                                     |
| ------- | ------------------------------------------------------------------------------------------ | ---------------------------------------------------------------------------------- | ------------------------------------------------------------------------------------------ |
| 1987    | Union soviétique Nadesja Kibardina Alla Jakovleva Tamara Poliakova Liubova Pogovitchaikova | États-Unis Inga Thompson Susan Ehlers Jane Marshall Leslee Schenk                  | Italie Francesca Galli Roberta Bonanomi Imelda Chiappa Monica Bandini                      |
| 1988    | Italie Monica Bandini Roberta Bonanomi Maria Canins Francesca Galli                        | Union soviétique Alla Jakovleva Nadesja Kibardina Svetlana Rojkova Laima Zilporite | États-Unis Jeannie Golay Phyllis Hines Jane Marshall Leslee Schenk                         |
| 1989    | Union soviétique Nadesja Kibardina Tamara Poliakova Laima Zilporite Natalya Melekhina      | Italie Monica Bandini Roberta Bonanomi Maria Canins Francesca Galli                | France Valérie Simonnet Cécile Odin Catherine Marsal Nathalie Cantet                       |
| 1990    | Pays-Bas Leontien van Moorsel Monique Knol Cora Westland Astrid Schop                      | États-Unis Inga Thompson Eve Stephenson Phyllis Hines Maureen Manley               | Union soviétique Natalya Melekhina Nadesja Kibardina Valentina Polkhanova Natalia Chipaeva |
| 1991    | France Marion Clignet Nathalie Gendron Cécile Odin Catherine Marsal                        | Pays-Bas Monique De Bruin Monique Knol Astrid Schop Cora Westland                  | Union soviétique Natalya Grinina Nadesja Kibardina Valentina Polkhanova Aiga Zagorska      |
| 1992    | États-Unis Danute Bankaitis-Davis Eve Stephenson Janice Bolland Jeannie Golay              | France Jeannie Longo Corinne Le Gal Catherine Marsal Cécile Odin                   | Russie Nadesja Kibardina Natalya Grinina Gulnara Fatkúlina Aleksandra Koliaseva            |
| 1993    | Russie Olga Sokolova Svetlana Boubnenkova Aleksandra Koliaseva Valentina Polkhanova        | États-Unis Eve Stephenson Jeannie Golay Janice Bolland Deirdre Demet               | Italie Roberta Bonanomi Alessandra Cappellotto Michela Fanini Fabiana Luperini             |
| 1994    | Russie Olga Sokolova Svetlana Boubnenkova Aleksandra Koliaseva Valentina Polkhanova        | Lituanie Rasa Polikevičiūtė Jolanta Polikevičiūtė Diana Žiliūtė Luda Triabaite     | États-Unis Deirdre Demet Eve Stephenson Jeannie Golay Alison Dunlap                        |

## Tableau des médailles
| Rang  | Nation           | Or | Argent | Bronze | Total |
| ----- | ---------------- | -- | ------ | ------ | ----- |
| 1     | Union soviétique | 2  | 1      | 2      | 5     |
| 2     | Russie           | 2  | 0      | 1      | 3     |
| 3     | États-Unis       | 1  | 3      | 2      | 6     |
| 4     | Italie           | 1  | 1      | 2      | 4     |
| 5     | France           | 1  | 1      | 1      | 3     |
| 6     | Pays-Bas         | 1  | 1      | 0      | 2     |
| 7     | Lituanie         | 0  | 1      | 0      | 1     |
| Total | Total            | 8  | 8      | 8      | 24    |